# Decazyx esparzae
Decazyx esparzae es una especie de planta fanerógama de la familia Rutaceae.

## Clasificación y descripción de la especie
Árbol de 8 a 15 m de alto, con hojas alternas, elípticas a obovadas, de 10 a 30 cm de largo por 6 a 12 cm de ancho, base de la hoja cuneada, con un pecíolo angostamente alado, unido a una base engrosada pulviniforme, de 5 a 9 mm de largo. Inflorescencia una panícula racemiforme de 7 a 32 cm de largo, flores blancas agrupadas; lóbulos del cáliz 5, imbricados, de 1mm de largo; pétalos 5, de 3.5 mm de largo por 1.5 de ancho; estambres 10 unidos en la base alternadamente desiguales en longitud, 5 cortos y 5 largos; ovario glabro, pentalocular, estilo más corto que los estambres, estigma globoso con 5 crestas; fruto de 1 a 5 folículos ovados de 7 mm de largo; semillas de color beige claro, aplanadas lateralmente, rodeadas de un endocarpo de 6 mm de largo, amarillento.

## Distribución de la especie
Se localiza en México, en los municipios de Macuspana y Teapa, del estado de Tabasco, y el municipio de Minatitlán en el estado de Veracruz.

## Ambiente terrestre
Esta especie crece en terrenos calizos, en ocasiones con topografía kárstica, formando parte de la vegetación de selva alta perennifolia.

## Estado de conservación
Se encuentra en la categoría de En peligro Crítico (CR = Critically Endangered) en la Lista Roja de Especies Amenazadas de la UICN, debido a las fluctuaciones extremas en el número de individuos maduros (C2b).